# 艾克氏擬雀鯛
艾克氏擬雀鯛（學名：Pseudochromis eichleri）為鱸形目鱸亞目擬雀鯛科的其中一種，為熱帶海水魚，分布於中西太平洋菲律賓海域，深度0-40公尺，本魚體延長，體上半部為藍灰色，體中央具有一條深色縱向條紋，體下半部為銀白色，尾鰭黃色，背鰭硬棘3枚、背鰭軟條24枚、臀鰭硬棘3枚、臀鰭軟條14枚，體長可達6.8公分，棲息在礁石區，生活習性不明。

## 擴展閱讀
維基物種上的相關：艾克氏擬雀鯛